# Менителница
Менителница, трата (от итал. tratta) или ремиса (от лат. remissa) е ценна книга, писмено нареждане за безусловно плащане.
Поради липса на легална дефиниция в практиката е прието под менителница да се разбира безусловно писмено нареждане от едно лице-издател до друго лице-платец (акцептант) да плати на трето лице-поемател (ремитент) фиксирана сума пари на определен падеж или на негова заповед. Разпоредбите за менителницата се съдържат в чл. 455 – 534 от Търговския закон.

## История
През XIII век китайските хартиени пари стават известни в Европа по разказите на пътешественици като Марко Поло и Вилхелм де Рубрук. Разказът на Марко Поло за книжните пари от времето на династията Юен е отделен в глава от неговата книга, Пътешествията на Марко Поло, озаглавена „How the Great Kaan Causeth the Bark of Trees, Made Into Something Like Paper, to Pass for Money All Over his Country.“
При транспортиране на големи суми пари в брой на дълги разстояния имало големи рискове и неудобства и търговците постепенно започват да използват менителници, отначало в средновековна Италия и графство Фландрия. В началото те са поименни, но скоро се трансформират в писмено нареждане за изплащане на приносител. Тези менителници могат да се считат за предтечи на съвременните банкноти. Наименованието идва от банковите документи („nota di banco“) и датира от XIV век; в началото то удостоверявало правото на собственика им да получи срещу тях благороден метал (обикновено злато или сребро), предварително депозирано при банкера под формата на текуща сметка. През XIV век менителницата се използва вече из цяла Европа, а също така и в търговските представителства на италианските градове-държави извън Европа. За международни плащания по-често се използва по-сложният документ акредитив/кредитно писмо на английски: bill of exchange („lettera di cambio“), т.е. менителница, основана на виртуална текуща сметка. Всички физически валути били свързани по определен начин с тази виртуална сметка; същият инструмент служел и като кредит.

## Общи положения
Менителниците са ценни книги известни като менителнични ефекти. Те са формални, едностранни, безусловни и абстрактни правни сделки с несъдебно изпълнително основание. Менителницата се отличава с безспорност – наличието ѝ е достатъчно доказателство, че менителничното задължение съществува и е с обращаемост, тъй като самата менителницата и правата, които тя материализира, могат лесно да се прехвърлят. Менителницата може да се прехвърля от един собственик на друг чрез джиро, цесия, универсално правоприемство и други. При т.нар. „ректаджиро“ има забрана за джиросване или изрично не е на заповед.
- Размерът на дължимата сума трябва да е точно, ясно и категорично определен, като не се допуска тя да е определима към момента на плащането или към датата на падежа.

- Вписването на условия за плащане по менителницата я правят недействителна. Основанието (например, с плащането се погасява задължение по договор) не прави менителницата невалидна. Недействителна я правят условията (уговорките), породили менителничното правоотношение (тя ще се плати, ако се случи дадено събитие – насрещно плащане, доставка на стока, извършване на услуга или др.)

- Издателят може да поеме задължение за лихва върху сумата само при менителница, платима на предявяване или в определен срок след предявяването. В съдържанието следва да е посочена точно определена лихва, а не лихвен процент. Лихвата тече от датата на издаване на менителницата, освен ако издателят не е посочил друга дата.

- Лице, подписало менителница без представителна власт, се задължава лично по нея и ако я плати, има същите права, каквито би имал представляваният.

## Видове
Има различни видове менителници:
- бланкови – менителници с непопълнени реквизити, отпечатани под формата на бланки, при които следва да се допълнят само задължителните реквизити. Те могат да се попълят механично или на ръка, но не могат да бъдат издавани на приносител, т.е. ако се използва бланка на менителница, местата за попълване на изискуемите реквизити трябва да бъдат попълнени при изготвянето на менителницата, но не и по-рано.
- бронзова (фиктивна) – издадена срещу несъществуващо задължение;
- чиста – не се придружава от документи;
- документарна – придружава се от други документи по търговска сделка;
- домицилирана – местоплащането е различно от местожителството на платеца;
- квитирана – с бележка от приносителя, че е платена;
- поименна – съдържа в себе си клаузата „не на заповед“ или „на заповед“. Носителят ѝ може да определи поименно следващия приобретател.
- на собствена заповед – бенефициер е издателят на заповедта, с нея издателят нарежда да се плати на него, а не на трето лице;
- преюдицирана – менителница, по която не е направен протест. Липсата на протест води до невъзможност да се упражнят регресните искове по нея. Издателят и акцептантът продължават да бъдат задължени към приносителя по обикновения ред само за неоснователното си обогатяване, но не могат поискат издаване на изпълнителен лист и да предявят обратни искове.
- прескрибирана – просрочена менителница, покрита с давност. Тя може да служи като писмено доказателство за установяване задължението на издателя и акцептанта към приносителя, в случай че са се обогатили за негова вреда.
- обратна, дефектна, панаирна, постдатирана, търговска, финансова, банкова, гаранционна и други.

## Лица, обвързани с менителницата
Лица, обвързани с менителницата са:
- издател (трасант, наредител) – лицето, даващо нареждането за плащане;
- платец (трасат, акцептант, изпълнител) – лицето поемащо задължението за плащане;
- поемател (бенефициер, ремитент) – лицето, на което следва да се плати

Страни по менителницата са издателят, бенефициерът, платецът, а ако има такива – и джирантите (индосанти) и поръчителите (авалисти).

## Задължителни реквизити
За да бъде един документ менителница е достатъчно да бъдат изпълнени законовите изисквания за законоустановена форма и задължителни реквизити. Липсата на някой от реквизитите води до нищожност на волеизявлението.
Задължителните реквизити на менителницата съгласно чл. 455 ТЗ са:
- наименование – изразът „менителница“ задължително трябва да е включен в текста на документа, независимо дали фигурира в заглавието му;
- безусловно нареждане да се плати определена сума – задължението по менителница може да бъде само в пари. Не може да се търси плащане по акции, облигации или други начини на плащане, различни от паричния. Сумата в менителницата може да е уговорена във валута, като в този случай се прилагат разпоредбите на чл. 494;
- името на лицето, което трябва да плати – издателят отговаря за приемането и за плащането на менителницата. Той може да се освободи само от отговорността по приемането, но не и от отговорността за плащането. Ако платецът е физическо лице, следва да се запишат пълните му имена по лична карта. Ако платецът е юридическо лице, се посочва името по съдебна регистрация или договора за учредяване;
- падеж – ако не е посочен, менителницата се счита платима на предявяване;
- място на плащане – всяко едно посочено в менителницата място може да бъде място на плащане. Ако мястото на плащане е различно от местожителството на платеца се говори за домицилирана (domicilium) менителница. При непосочено място на плащане менителницата е платима в мястото, посочено до името на платеца (местожителството му);
- името на лицето, на което или на заповед на което трябва да се плати;
- дата и място на издаване – непосочването на дата на издаване води до нищожност на менителницата. При изготвяне на менителницата датата и мястото на издаване се записват в горната лява страна на документа. Ако не е посочено място на издаване се смята, че е издадена в мястото, посочено до името на издателя;
- подпис на издателя – без подпис менителницата няма правна сила. С подписа си издателят се задължава да плати определената сума на приемателя.

Допускат се и други записвания по менителницата, освен изрично изискуемите от закона.

## Приемане на менителница (Акцептиране)
Плащането по менителницата се извършва, след като документът бъде предявен за плащане. Тя е документ на предявяване, при който паричното задължение е носимо, тъй като инициативата за плащане трябва да изхожда от длъжника. С приемането платецът се задължава да плати менителницата на падежа. При неплащане приносителят, даже ако той е издател, има право на иск срещу платеца съобразно чл. 505 и 506 ТЗ. Ако платецът, който е приел менителницата, е зачертал приемането преди връщането ѝ, приемането се смята за отменено.
Приемането се написва върху менителницата с думата „приета“ или с друга равнозначна дума и се подписва от платеца. При предявяването платецът може да поиска менителницата да му се предяви повторно на следващия ден. Заинтересованите лица нямат право да възразяват, че това искане не е удовлетворено, освен ако то е отбелязано в протеста. Приносителят не е длъжен да предаде на платеца менителницата, предявена за приемане. Ако първото предявяване е станало в последния ден на срока, протестът може да се извърши на следващия ден.
Приемането не може да бъде извършено под условие. Платецът може да ограничи приемането за част от сумата. Приносителят не може да откаже частичното плащане на менителницата. В този случай платецът може да иска плащането да бъде отбелязано върху менителницата и да му се издаде разписка. Когато платецът плати цялата сума, той може да иска от приносителя да отбележи върху менителницата, че е платена, след което да му я придаде.

## Предявяване за приемане
Предявяването за приемане на менителница трябва да се извърши по местожителството на платеца, преди педежът или срокът, посочени от издателя да е изтекъл. Ако срокът е намален от някой от последващите джиранти, се спазва посоченият от тях, а не от издателя срок. Всеки джирант може да предпише менителницата да се предяви за приемане, както и да определи срока за приемането. Това право на джирантите е приложимо само ако издателят не е забранил предявяването за приемане. Менителницата се представя на платеца за акцепт, което става с негов подпис върху лицевата страна на менителницата. С това си действие той поема менителничните задължения.
Нареждане за предявяване – Издаделят може да предпише в менителницата тя да се предяви за приемане и да определи срок за това. Ако издателят е определил срок за предявяване, менителницата не може да се предяви преди този срок. Той може също да предпише, менителницата да не се предявява за приемане преди определен от него срок.
Забрана за предявяване – Издателят може да забрани в менителницата предявяването ѝ за приемане. Това негово право е неприложимо, ако менителницата е платима на трето лице или в място, различно от местожителството на платеца, или е платима в определен срок след предявяването.

## Срок за предявяване
Менителница на предявяване трябва да се предяви за плащане в срок до една година от издаването ѝ. Тя е платима след предявяването ѝ.
Менителница на определен срок след предявяване трябва да се предяви за приемане до една година от издаването ѝ. Издателят може да съкрати или удължи този срок. Тези срокове могат да бъдат съкратени от джирантите.

## Падеж
Падежът е денят, в който трябва да се плати менителничен ефект. Непредявяването в срок води до загуба на правото на издаване на изпълнителен лист и регресен иск (с изкл. на платеца).
Падежът на менителницата се определя според вида ѝ:
- платима на предявяване – който и да е ден преди изтичане на срока за предявяване;
- платима на определен ден – трябва да се предяви на датата за плащане;
- платима на определен срок след издаване и
- платима на определен срок след предявяване – трябва да се предявят за плащане в деня на падежа или следващите два работни дни.

Плащане преди падежа може да се извърши и преди датата на падежа, като в този случай приносителят може да откаже плащането. Ако платецът откаже приемането задължен става издателя.
Законодателят е предвидил няколко случая, в които менителницата може да се предяви за плащане и преди датата на падежа. В този случай се прилага правилото на чл. 71 ЗЗД – „Изпълнението на срочното задължение може да бъде искано от кредитора и преди срока, когато длъжникът е станал неплатежоспособен...“
Ако менителничният ефект не се предяви за плащане в деня на падежа или следващите два работни дни, преносителят ѝ няма право да получи изпълнителен лист за вземането си. Непредявяването в срок води до лишаване от правото на регресен иск срещу задължените лица по веригата, без това да засяга правата по отношение на издателя, в качеството му на пряк длъжник.

## Плащане
Плащането по менителницата може да бъде обезпечено изцяло или отчасти чрез менителнично поръчителство – авал. Сумата – номинал по менителница се вписва без уговорки за лихви, с изключение на менителницата на предявяване или с падеж на определен срок след предявяване. При плащането на сумата по менителницата от платеца, се прави квитиране - е отбелязване на факта на плащане на менителничен ефект, след което получилият сумата се подписва като доказателство за приемането и плащането на менителницата.
Ако менителницата не бъде предявена за плащане в определения срок, длъжникът може да вложи сумата в банка на риск и на разноски на приносителя. Държателят на менителницата може и да я сконтира.

## Протест
Неприемането или неплащането на менителницата дава право на кредитора на писмен протест. Протестът се издава задължително от нотариус. Молбата за протест поради неплащане по менителницата се предявява на нотариуса по местоплащането, а в случай на молба за протест поради неприемане на менителницата – пред нотариуса по местожителството на акцептанта. Нотариусът е длъжен да впише в Регистъра съдържанието на направения протест и да издава преписи на заинтересованите лица. Извършването на протеста се отбелязва върху документа. Оригиналът на протеста се предава на приносителя. Срокът за извършването на протеста зависи от начина на плащане (чл. 497 и 498 ТЗ). Пропускането на срока за протеста води до загуба на правото на регрес.
- Протестът поради неприемане трябва да бъде направен в сроковете, определени за предявяването за приемане. При повторно предявяване, в случай, че първото предявяване е станало в последния ден на срока, протестът може да се извърши на следващия ден. Протестът поради неприемане освобождава приносителя от предявяване на менителницата за плащане, а също и от протест поради неплащане.
- Протестът поради неплащане на менителницата, платима на определен ден или на определен срок след издаването или след предявяването, трябва да се направи в един от двата работни дни след деня за плащането. Ако менителницата е платима при предявяване, протестът трябва да се направи в сроковете, определени за предявяването за приемане.

Уведомяване за неприемане или неплащане – Приносителят трябва да съобщи на своя непосредствен джирант и на издателя за неприемането или за неплащането в течение на четири (4) работни дни след деня на протеста, а в случай на уговорка „без разноски“ – след деня на предявяването. Всеки джирант е длъжен в течение на два (2) работни дни след деня на получаване на уведомлението, да съобщи на своя непосредствен джирант за него, като посочи имената и адресите на тези, които са направили предходните уведомления, докато се стигне до издателя.
Сроковете текат от деня на получаване на предходното уведомление. Когато е направено уведомление на лице, подписало менителницата, то трябва да се направи в същия срок и на поръчителя му. Когато някой джирант не е посочил адреса си или го е посочил нечетливо, уведомлението трябва да се направи на джиранта, който го предхожда.
Уведомлението може да се направи и чрез връщане на менителницата. Задълженият да направи уведомлението трябва да докаже, че го е направил в определения срок. Който не направи в срок уведомлението, то отговаря за вредите до размера на сумата по менителницата.
Освобождаване от протест – Издателят, както и всеки джирант или поръчител, чрез уговорка „без разноски“, „без протест“ или друг равнозначен израз, подписан върху менителницата, може да освободи приносителя от извършването на протест поради неприемане или поради неплащане, за да предяви обратните си искове. Уговорката не освобождава приносителя от задължението да предяви менителницата своевременно и да направи съответните уведомления. Доказването, че тези срокове не са спазени, е в тежест на този, който се позовава на това обстоятелство. Уговорката, написана от издателя, има действие спрямо всички лица, подписали менителницата. Написаната от джирант или поръчител уговорка има действие само за него.
Когато въпреки уговорката, написана от издателя, приносителят извърши протест, разноските са в негова тежест, а когато уговорката е написана от джирант или поръчител, за разноските отговарят всички подписали лица.

## Несъдебно изпълнително основание
Менителничните ефекти са несъдебно изпълнително основание, съгласно чл. 417, т. 9 ГПК, като по този начин се прескача исковото производство.
Производството по издаването на заповед за изпълнение започва по заявление на кредитора с искане за издаване заповед за изпълнение по чл. 417, т. 9 ГПК до районния съд по местоиздаване на менителницата. Съдът разглежда молбата в разпоредително заседание и издава заповед за изпълнение в 3-дневен срок.
Според чл. 418, ал. 1 ГПК, когато със заявлението е представен и менителницата/записа на заповед/приравнена на тях друга ценна книга на заповед/облигация или купони по нея, кредиторът може да поиска от съда да постанови незабавно изпълнение и да издаде изпълнителен лист. За да издаде изпълнителен лист, съдът прави формална проверка на менителницата. Формалната проверка касае проверка на редовността на документа от външна страна, легитимиране на лицата като издател, акцептирал платец, авалист или предшестващ джирант и проверка на подлежащото на изпълнение задължение. Този вид проверка се налага поради абстрактността на сделката. Естествено, проверката включва и спазване сроковете на процесуалното действие протест. За издаването на изпълнителен лист, съдът прави надлежна бележка върху представения документ и върху заповедта за изпълнение.
Кредитор, в чиято менителница е вписано „без разноски“, „без протест“ или друг равнозначен израз, се освобождава от необходимостта да извърши протест. Така кредиторът е задължен само да извърши необходимите действия по предявяване за приемане на менителницата и да направи съответните уведомления (н-р нотариална покана).

## Обратен иск
Когато менителницата не е платена на падежа, приносителят може да предяви обратни искове срещу джирантите, издателя и другите задължени лица. Обратните искове могат да се предявят и преди падежа, ако са налице някой от следните условия:
- платецът откаже да приеме менителницата изцяло или частично;
- срещу платеца, независимо дали е приел менителницата, е открито производство за несъстоятелност;
- платецът е прекратил плащанията си или принудителното изпълнение върху имуществото му е останало без резултат;
- срещу издателя на менителницата, приемането на която е отказано, е открито производство за несъстоятелност.

## Давност
Давностните срокове при исковете по менителницата срещу платеца са с тригодишна давност от падежа, след което те се погасяват. Исковете на приносителя срещу джирантите и срещу издателя се погасяват с едногодишна давност от деня на своевременно извършения протест или от падежа, ако менителницата съдържа уговорка „без разноски“. Исковете на джирантите помежду им и срещу издателя се погасяват с шестмесечна давност от деня, в който джирантът е платил менителницата, или от деня, в който срещу него е предявен иск. Давностните срокове могат да се прекъсват, но не могат да се удължават.

## Неоснователно обогатяване
Исковете за неоснователно обогатяване са приложими, когато приносителят на менителничните ефекти изгуби исковете по тях поради давност или неизвършване на необходимите действия за запазване на правата по тях. Тогава той може да иска от издателя или платеца сумата, с която те са се обогатили в негова вреда. Искът се погасява с тригодишна давност, като тя започва да тече от деня на изгубване на исковете по менителничните ефекти.